# San Marcos (Metro de Lima y Callao)
San Marcos es la séptima estación actualmente en construcción de la línea 2 del Metro de Lima y Callao, en Perú. Debe su nombre al ubicarse al exterior de uno de los accesos principales de la Universidad Nacional Mayor de San Marcos. Será construida de manera subterránea en el distrito de Lima. Se tiene previsto su inauguración general en 2028.
Se proyecta la afectación del terreno de la Universidad Nacional Mayor de San Marcos (UNMSM). La estación se construirá debajo del cruce de la avenida Germán Amézaga con la avenida Universitaria, frente a la Unidad Vecinal 3.
Estará ubicada en el cruce de la avenida Germán Amézaga con la avenida Universitaria, frente a la Unidad Vecinal 3. El 12 de noviembre de 2024 se anuncia que, a partir del 25 de noviembre, se activará el Plan de Desvío Vehicular para iniciar la construcción de la Estación San Marcos (E-07), en el Cercado de Lima. El 22 de noviembre, el MTC informó sobre la entrega de las áreas a la concesionaria para iniciar las obras de construcción de la estación San Marcos y los pozos de ventilación  PV-6 y PV-7.